# "This Is Our Punk-Rock", Thee Rusted Satellites Gather + Sing
"This Is Our Punk-Rock," Thee Rusted Satellites Gather + Sing is een studioalbum van The Silver Mt. Zion Memorial Orchestra & Tra-la-la Band. Het album werd uitgebracht op 25 augustus 2003 in Europa, en op 2 september 2003 in de rest van de wereld. De distributie werd verzorgd door Constellation Records.
Het album werd in eerste instantie opgenomen als requiem voor de vele ongebruikte gebouwen in Montreal (alle bandleden wonen hier), maar werd later ook opgedragen aan het soortgelijke verlies en verval over de hele wereld, als gevolg van hetzij stedelijke ontwikkeling of militaire actie.

## Nummers
| Nr. | Titel                                          | Duur  |
| --- | ---------------------------------------------- | ----- |
| 1.  | Sow Some Lonesome Corner So Many Flowers Bloom | 16:27 |
| 2.  | Babylon Was Built on Fire/Starsnostars.        | 14:44 |
| 3.  | American Motor Over Smoldered Field...         | 12:05 |
| 4.  | Goodbye Desolate Railyard.                     | 14:25 |